# Cabo Delgado
Cabo Delgado és una província de Moçambic, situada al nord del país, a la part de la costa, fronterera amb Tanzània. La capital és la ciutat de Pemba, l'antiga Porto Amélia. Té una població d'1.287.814 habitants (2001) i 1.893.156 (2015); la seva superfície és de 78.778 km². L'ètnia principal són els macondes, seguits del macua i els mwani. Rep el nom pel cap Delgado, l'accident geografic coster més al nord de Moçambic.

## Divisió administrativa
Està dividit en 17 districtes i 5 municipalitats:
- Districte d'Ancuabe
- Districte de Balama
- Districte de Chiúre
- Districte d'Ibo
- Districte de Macomia
- Districte de Mecúfi
- Districte de Meluco
- Districte de Metuge
- Districte de Mocímboa da Praia
- Districte de Montepuez
- Districte de Mueda
- Districte de Muidumbe
- Districte de Namuno
- Districte de Nangade
- Districte de Palma
- Districte de Metuge
- Districte de Quissanga

- Mocímboa da Praia (municipalitat)
- Montepuez (Municipalitat)
- Pemba (municipalitat)
- Chiúre
- Mueda

## Demografia
Entre 1997 i 2007, la població va créixer un 19,84%.
| 1980    | 1997      | 2007      |
| 900.704 | 1.287.814 | 1.606.568 |

## Història
El territori de Cabo Delgado fou part de la concessió de la Companyia de Niassa, segons privilegi reial de 1890. La companyia va administrar el districte entre 1894 i 1929. La seva primera seu fou a la vila d'Ibo; el 1904 oficials de la companyia van fundar Porto Amélia, modernament Pemba, on es va establir després la seu central de l'entitat dins el territori.
El 27 d'octubre de 1929 l'estat portuguès va assolir el govern directament i va esdevenir un dels districtes de la colònia i després província de Moçambic. El 25 de setembre de 1964 fou teatre del primer atac guerriller en la lluita d'alliberament, el Frelimo amb guerrilles arribades de Tanzània, amb l'ajuda d'alguns individus de la població circumdant. Aquesta incursió va marcar el començament de la Guerra colonial portuguesa. Aquesta província va ser el centre de l'Operació Nus Gordià, on els colonitzadors portuguesos van intentar acabar amb les bases de la guerrilla a la província.
Amb la independència del país el 25 de juny de 1975, es va convertir en una de les seves províncies amb capital a Porto Amèlia, nom canviat a Pemba el 1976.

### Governadors
- (????-1980) Raimundo Pachinuapa
- (1980-1983) Armando Panguene
- (1983-1986) Alberto Joaquim Chipande
- (1986-1987) João Baptista Cosme
- (1987-1995) António Simbine
- (1995-1997) Jorge Muanahumo
- (1997-2005) José Pacheco[2]
- (2005-2007) Lázaro Mathe[3][4]
- (2007-2014) Eliseu Joaquim Machava[5][4][6]
- (2014-2015) Abdul Razak[7]
- (2015-) Celmira Silva